# Биксовые
Биксовые (лат. Bixaceae) — семейство двудольных растений, входящее в порядок Мальвоцветные, включающее в себя 3—4 рода и около 25 видов.
Среди представителей семейства присутствуют деревья, кустарники и травянистые растения. Для растений семейства характерны двуполые цветки с пятью чашелистиками. Наиболее известный представитель семейства — Бикса орельяна, или Аннато (Bixa orellana), семена которого используются для получения пищевого красителя.

## Роды
- Амореуксия (Amoreuxia DC.)
- Бикса (Bixa L.)
- Кохлоспермум (Cochlospermum Kunth)
- Diegodendron Capuron